# Aorte descendante
L'aorte descendante (ou portion descendante de l'aorte) est la partie de l'aorte qui s'étend de la quatrième vertèbre thoracique à la quatrième vertèbre lombaire. C'est la portion la plus longue de l'aorte et se compose de deux segments : l'aorte thoracique et l'aorte abdominale.

## Origine
L'aorte descendante commence au niveau du flanc gauche de la quatrième vertèbre thoracique en continuité avec l'arc de l'aorte.

## Trajet
L'aorte descendante descend dans le thorax et dans l'abdomen sur une longueur de 20 à 25 cm avec un diamètre qui diminue progressivement de 2,4 à 2,9 cm dans le thorax jusqu'à un diamètre de 1,5 à 2 cm dans l'abdomen.

### Aorte thoracique
L'aorte descendante est nommée aorte thoracique dans son trajet thoracique. Elle descend dans le médiastin postérieur à gauche des vertèbres thoraciques quatre à six puis passe devant les vertèbres suivantes.
Au niveau de la douzième vertèbre thoracique, elle traverse le diaphragme par le hiatus aortique pour pénétrer dans l'abdomen.

### Aorte abdominale
L'aorte descendante est nommée aorte abdominale dans son trajet abdominal. Elle descend dans l'espace rétro-péritonéal jusqu'à la quatrième vertèbre lombaire où elle se divise en artères iliaques communes gauche et droite.